# Filialkirche Vomperbach

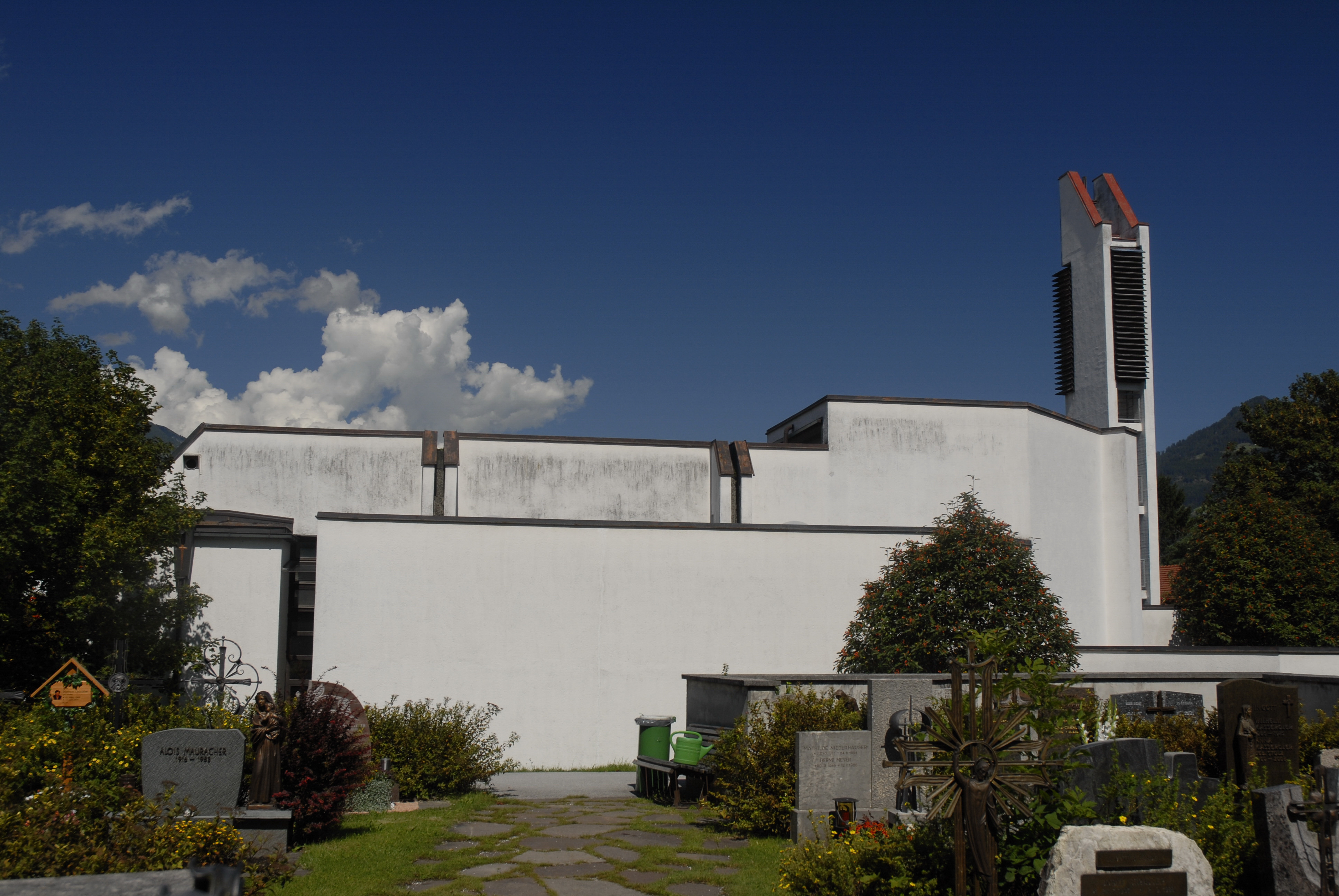
Katholische Christuskirche in Vomperbach

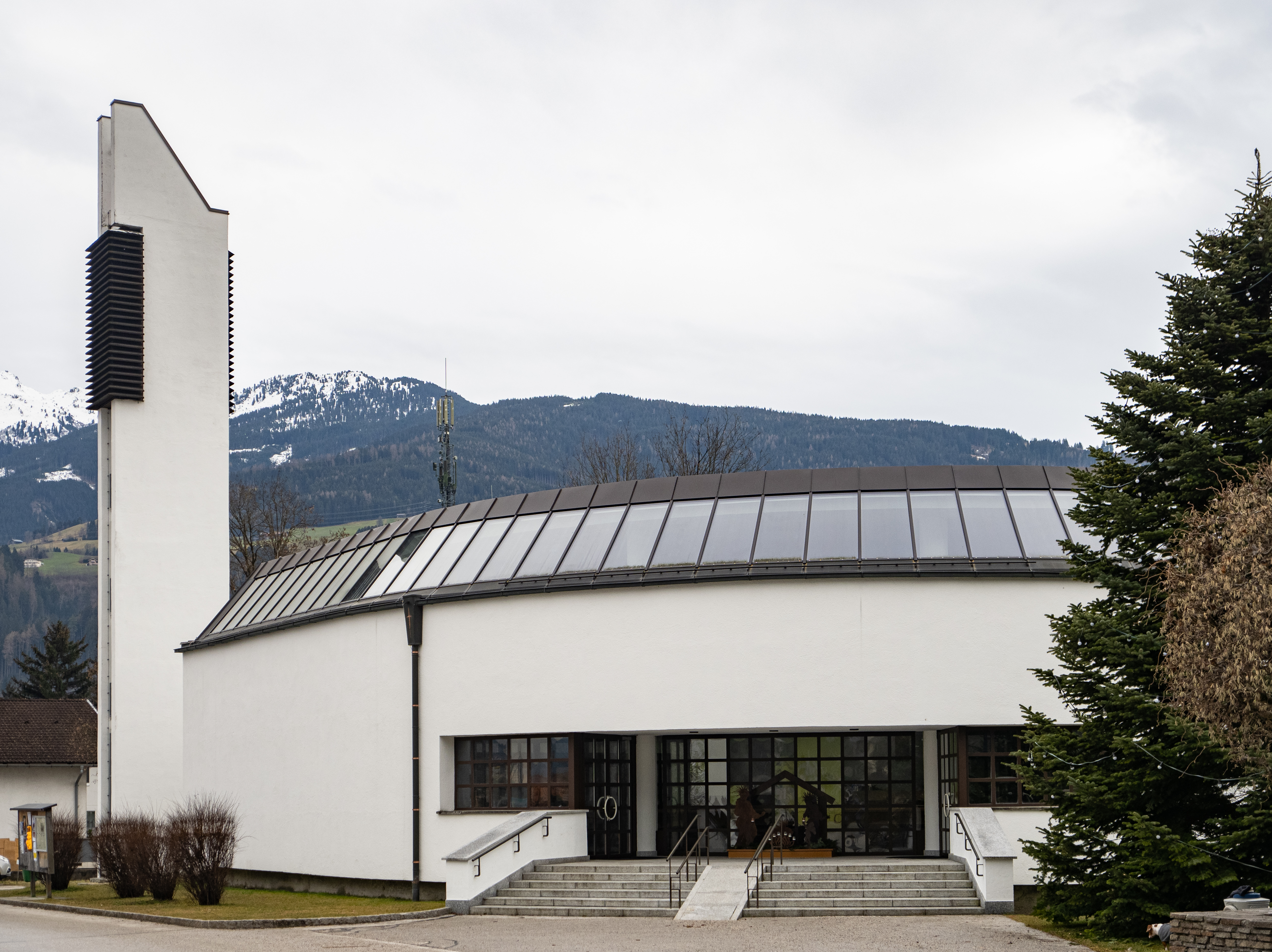
Eingangsbereich der Kirche

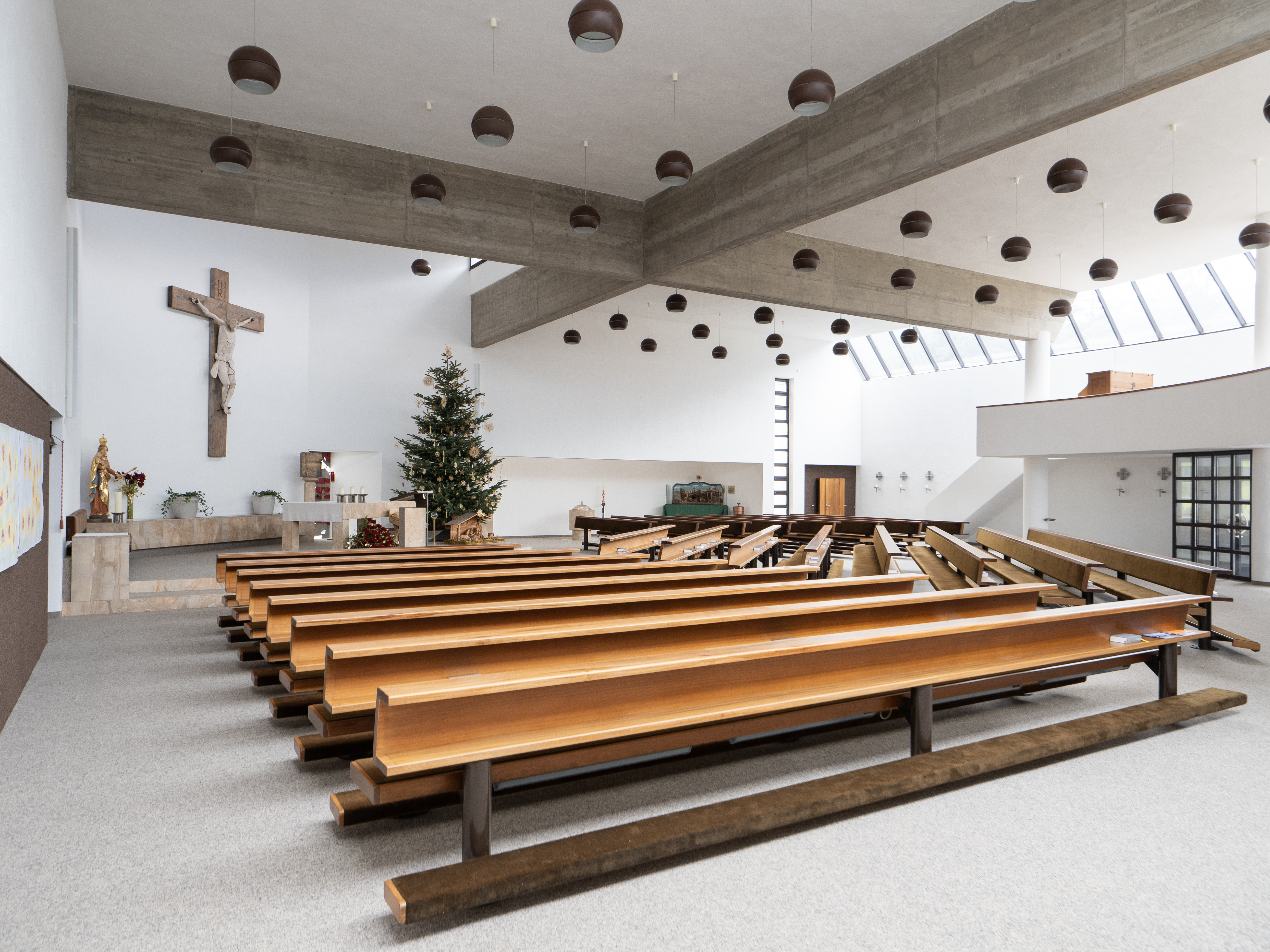
Innenansicht der Kirche

Die römisch-katholische Filialkirche Vomperbach steht am Kirchboden rechtsseitig des Vomper Bachs in der Ortschaft Vomperbach in der Gemeinde Terfens im Bezirk Schwaz im Bundesland Tirol. Die dem Patrozinium Christi Himmelfahrt, vulgo Christuskirche, unterstellte Filialkirche gehört zum Dekanat Schwaz in der Diözese Innsbruck. Die Kirche stand bis 2013 unter Denkmalschutz (Listeneintrag).

## Beschreibung
Der vieleckige Kirchenbau unter einer Betondecke und einem Turm wurde von 1974 bis 1976 nach den Plänen des Architekten Ulrich Feßler erbaut.
Der nordseitige Kirchenfront zeigt sich als weiter Rundbogen mittig mit den Eingangsportalen mit einem darüber angeordneten Glaslichte und einer vorgelagerten Freitreppe. Der Kirchenbau hat westlich und östlich einen geraden Schluss, südseitig ist die Kirche wohl mit dem Altarraum sechseckig erhöht. Der Turm steht frei bei der östlichen straßenseitigen Ecke, er besteht aus zwei Betonplatten mit einer offenen innenliegenden Treppe. Südlich befindet sich der Friedhof Vomperbach.
Im Kircheninneren befindet sich entlang des nördlichen Bogens eine Empore auf runden Säulen.
Den Tabernakel schuf der Tischler Herbert Schneider 1976. Es gibt ein Kruzifix aus dem 16. Jahrhundert.